# По собственному желанию (мультфильм)
«По собственному желанию» — советский мультипликационный фильм, созданный на киностудии «Союзмультфильм» в 1986 году. Продолжение мультфильма «Бедокуры» 1982 года.

## Сюжет
Повара буквально выкидывают из столовой с официальной формулировкой «по собственному желанию». Он забирает свой саквояж, диплом «Лучшему повару» и вместе с любимцем — рыжим котом — идёт искать новую работу. Смотрят, а на доске объявлений висит листок: «На корабль „Нептун“ требуется кок». Повар и кот обрадовались и побежали к кораблю. Боцман повара принял, а кота прогнал. Он не знал, с кем столкнулся! Предприимчивый кот, не желая отстать от своего друга повара, стремится во что бы то ни стало попасть на судно, преодолевая препятствия, чинимые боцманом. А помогают ему повар и мышонок. В результате все чуть не утонули вместе с кораблём. А затем спаслись, потому что выручали друг друга.

## Создатели
| автор сценария             | Алексей Студзинский                              |
| кинорежиссёр               | Виктор Арсентьев                                 |
| художники-постановщики     | Александр Винокуров, Виктор Арсентьев            |
| композитор                 | Марклен Беленко                                  |
| кинооператор               | Александр Чеховский                              |
| звукооператор              | Борис Фильчиков                                  |
| художники-мультипликаторы: | Виктор Арсентьев, Александр Мазаев, Ольга Орлова |
| художники:                 | Нина Николаева, Анна Атаманова, Сергей Маракасов |
| ассистент режиссёра        | Людмила Морозова                                 |
| монтажёр                   | Маргарита Михеева                                |
| редактор                   | Пётр Фролов                                      |
| директор съёмочной группы  | Лилиана Монахова                                 |

## Интересный факт
- В мультфильме не произносится ни одного слова.